# بيلي ميتشيل (لاعب رياضة إلكترونية)
بيلي ميتشيل (بالإنجليزية: Billy Mitchell)‏ هو لاعب أمريكي، ولد في 16 يوليو 1965 في هوليوك في الولايات المتحدة.

## وصلات خارجية
- بيلي ميتشيل على موقع IMDb (الإنجليزية)